# Cross Timbers (Missouri)
Cross Timbers è un comune degli Stati Uniti d'America, situato nello Stato del Missouri, nella contea di Hickory.